# پل درایتون (ورزشکار)
اوتیس پل درایتون (انگلیسی: Otis Paul Drayton؛ ۸ مه ۱۹۳۹ – ۲ مارس ۲۰۱۰) ورزشکار دو و میدانی اهل ایالات متحده آمریکا بود. در سال ۱۹۶۱، او عضو رکورد جهانی ۳۹٫۱ ثانیه تیم دو ۴ در ۱۰۰ متر امدادی آمریکا بود. او در بازی‌های المپیک تابستانی ۱۹۶۴ توکیو در رشته دو ۴ در ۱۰۰ متر امدادی موفق به کسب مدال طلا شد.
درایتون در ۲ مارس ۲۰۱۰ بر اثر آمبولی ریه بعد از عمل جراحی سرطان درگذشت.